# Wave on Wave (singolo)
Wave on Wave è un singolo del cantautore statunitense Pat Green, pubblicato il 26 maggio 2003 come primo estratto dall'album omonimo.